# Tulisa Contostavlos
Tula Paulinea "Tulisa" Contostavlos, född 13 juli 1988 i Camden i London, är en brittisk artist av grek-cypriotisk och irländsk härkomst, medlem av hip-hopgruppen N-Dubz tillsammans med sin kusin Dappy.

## The X Factor
Den 30 maj 2011 blev Contostavlos jury-medlem i sångprogrammet The X Factor tillsammans med Louis Walsh, Kelly Rowland och Gary Barlow. Hon fick grupperna som sin kategori. Efter att alla hennes tre grupper hade åkt ut, blev hon kvar med tjej-gruppen Little Mix. Gruppen vann hela tävlingen och blev den första gruppen någonsin att vinna The X Factor.

## Diskografi

### Singel
- Live It Up (2012)